# NGC 5496
NGC 5496 este o galaxie spirală situată în constelația Fecioara. A fost descoperită în 23 aprilie 1881 de către Edward S. Holden⁠(d). Se află la o distanță de 20,99 de megaparseci de Pământ.